# Paraneetroplus bifasciatus
Paraneetroplus bifasciatus är en fiskart som först beskrevs av Steindachner, 1864.  Paraneetroplus bifasciatus ingår i släktet Paraneetroplus och familjen Cichlidae. Inga underarter finns listade i Catalogue of Life.